# Vledder (waterschap)
Vledder is een voormalig waterschap in de provincie Groningen. Het waterschap kreeg in 1877 een reglement, zodat het van een samenwerkingsverband als molenpolder een waterschap werd. 
Het schap lag ten oosten van Finsterwolde. De west- en noordgrens lagen bij het Beertsterdiep, net ten noorden van de Weg Finsterwolderhamrik, de oostgrens lag bij het Bellingwolderdiep en de zuidgrens bij de Binnen Tjamme. De polder werd bemalen door een stoomgemaal dat net ten zuiden van Ganzedijk uitsloeg op het Beertsterdiep.
Waterstaatkundig gezien ligt het gebied sinds 2000 binnen dat van het waterschap Hunze en Aa's.